# سیارک ۲۳۰۱۹
سیارک ۲۳۰۱۹ (به انگلیسی: 23019 Thomgregory، نامگذاری:1999VQ201) بیست و سه هزار و نوزدهمین سیارک کشف شده‌است که در ۳ نوامبر ۱۹۹۹ کشف شد.
قدر مطلق سیارک برابر ۱۰.۲ است.